# فلورنس نيجل
فلورنس نيجل (بالإنجليزية: Florence Nagle)‏ (من مواليد 26 أكتوبر 1894 - 30 أكتوبر 1988) ناشطة نسوية ومدربة ومربية للخيول وكلاب الصيد الأصيلة غير المهجنة. اشترت نيجل أول كلب لها من نوع الذئب الأيرندي عام 1913. وفي عام 1960، مُنحت جائزة أفضل عرض ضمن مهرجان كروفتس للكلاب بفوز كلبها سولهمستيد ميرمان. وقد تغلّب كلبها أيضًا على كلاب الساطر الأيرلندية منذ العشرينات حتّى منتصف الستينات من القرن العشرين وبذلك حصلت على 18 جائزة. ينحدر هذا الكلب -الذي عُدّ أهم نوع من سلالة كلاب الساطر الأيرندية الحمراء والبيضاء في السبعينات- من نوع أحد الكلاب الأيرندية التي امتلكتها نيجل سابقًا.
بوصفها «السيدة بانكيرست من سباق الخيل البريطاني»، قامت نيجل بتدريب أول خيل سباق لها عام 1920، المهر الأيرندية فيرنلي. في ذلك الوقت، اضطُرت النساء إلى توظيف بعض الرجال ليتمكنوا من الحصول على ترخيص لإنشاء نادي سباق الخيل أو الحصول على تراخيص بأسماء أزواجهن. وقد عملت نيجل بشكل سلمي لمعالجة هذه المظالم على المرأة إذ نجحت في تحدي نوادي السباق العريقة التابعة للرجال. وفي عام 1966، أصبحت واحدة من اثنتين في المملكة المتحدة تمتلكان رخصة لتدريب خيول السباق. كان سباق ماهوا أول سباق رسمي تُنظّمه نيجل.
أعربت نيجل عن إحباطها بسبب فرص النساء القليلة في هذا المجال، لذا نظمت ودعمت سباقًا باسمها عام 1986 في متنزه كيمبتون. توفيت في منزلها في ويست شيلتينغتون، سوكس، بعد هذا الحدث بسنتين عن عمر يناهز 94 عامًا.

## الخلفية وحياتها المبكرة
وُلدت نيجل في فالوفيلد في مانشستر وهي ابنة السير ويليام جورج واتسون، أول بارون من سولهمستيد (باركشير) (1861 – 1930) من زوجته الثانية بيسي (قبل الزواج أتكينسون)، وهي الشقيقة الأكبر للخبير الفني بيتر واتسون. درست نيجل في مدرسة وايكومبي آبي قبل التحاقها بكلية إيفيندن لدراسة الاقتصاد المحلي، التي طُردت منها بعد زيارتها لكاتدرائية ورسستر دون إذن. برفقة ابنة الكاهن، استأجرت نيجل سيارة للقيام برحلة، وكانت واحدة من أوائل النساء في باركشير للحصول على رخصة قيادة، وقد حصلت عليها في سن الخامسة عشرة. وقد أكملت تعليمها في مدرسة إنهاء قضت بعدها بعض الوقت في باريس حيث تعرّفت على ميجان لويد جورج وأصبحتا صديقتين.
استُخدم منزل العائلة سولهمستيد أبوتس في باركشير كمستشفى خلال الحرب العالمية الأولى. وهناك قابلت جيمس نيجل، وهو مواطن إيرلندي كان قد هاجر إلى كندا ولكنه عاد للخدمة مع جيش المشاة البريطاني الملكي ثم أُرسل إلى سولهمستيد أبوتس للتعافي بعد إصابته. معارضةً رغبات والديها، تزوج الاثنان في 1 يوليو عام 1916، وكان والدها قد هدد بحرمانها من الميراث. كانت الأيام الأولى لهما كزوجين صعبة للغاية، فقد اعتادت نيجل على أسلوب حياة باذخ –بسبب عمل والدها الناجح– ورغم ذلك لم يقدم والداها أي دعم مادي لهما. عملت نيجل جاهدة على دعم دخلِها من خلال صنع الشاي وتنظيف النوافذ والمراحيض. رُزق الزوجان بطفلين هما ديفيد وباتريشيا. في الحقيقة، لم يكن هذا الزواج ناجحًا، فقد تركها زوجها ليهرب مع إحدى مربيات الكلاب. لم يكن الحصول على الطلاق بالأمر السهل في العشرينيات من القرن العشرين وعندما سُئلت في المحكمة عن سبب هجر جيمس لها، أجابت: «لا بد من أنه كان يشعر بالملل معي». وقّعت أوراق الطلاق عام 1928 قبل خمس سنوات من وفاة زوجها. في أثناء فترة الطلاق، كانت تعيش في مزرعة سمولهولدينج بالقرب من هيدلي، ولكنها عادت إلى سولهمستيد عام 1932 بعد وفاة والدها لأنها علِمَت بأنها ورثت عنه الأرض والأموال. بعد عشر سنوات، في عام 1942، اشترت مزرعة ويسترلاندز في بيتوورت حتى تتمكن من إدارة الإسطبلات بنفسها.
من خلال العمل في فولكستون في أثناء الحرب العالمية الثانية، أدارت نيجل مخزنًا عسكريًا خاصًا باحتياطي قوات الجوية في المملكة المتحدة. تبرّعت أيضًا بالتكلفة الكاملة البالغة 5000 جنيه إسترليني لشراء طائرة سوبرمارين سبتفاير الحربية التي أسمتها سولهمستيد، وقدمتها هدية للقوات الجوية الملكية.

## النشاطية
لعشرين عامًا، سعت نيجل لفك الحظر الذي فرضه نادي سباق الخيل على منح النساء تراخيص تدريب الخيول، هذا التصرف الذي اعتبرته مجحفًا بحق النساء: إذ أُحبطن في النهاية بسبب إصرار نادي سباق الخيل على موقفهم الرافض منح النساء تراخيص التدريب، لذا لجأت نيجل إلى القضاء. أُشير إلى استخدام النادي لنفوذ أعضائه الرجال لرفض مطلبها مرتين. وأخيرًا، وصلت بقضيتها إلى محكمة الاستئناف عام 1966. تكلل ظهورها الثالث في المحكمة بالنصر. وجاء تصريح لجنة المحلفين المكونة من القضاة الثلاث: اللورد ديننغ، واللورد دانكويرتس واللورد سالمون. صرّح اللورد ديننغ: «إن تمكنت نيجل من مواصلة قضيتها دون اللجوء إلى الحيلة فيمكنها أن تحصل على رخصة». تجاوز الأمر ذلك إلى وصف اللورد ديننغ مطلبها باعتباره عمل «استبدادي» بينما وصفه اللورد دانكويرتس بأنه «مقيد وغير منطقي». متوجهًا إلى نادي سباق الخيل، أعلن اللورد دانكويرتس عن أنه: «يحق للمحكمة أن تحمي حقوق أي شخص عامل عندما يحاول أحدهم احتكار العمل وفرض قواه الدكتاتورية». أشار القضاة الثلاث أيضًا إلى قانون أهلية الجنس عام 1919 امتثل نادي سباق الخيل لقرار المحكمة المدين والمحرج، وفي شهر أغسطس عام 1966، أصبحت فلورنس نيجل ونورا ويلموت أول سيدتين في بريطانيا تتسلمان رخصة لتدريب أحصنة السباق.
اعتبرت نيجل إذعان نادي سباق الخيل و«قيادته نحو القرن العشرين» مصدر فخر لها إذ صرّحت قائلة: «هذه القضية هي قضية مبدأ. أنا نسوية. أؤمن بالمساواة لتحصيل حقوق المرأة. أحقية العمل يجب أن تُحددها القدرة على القيام به لا جنس العامل». على نقيض ما تؤمن به نيجل، صرّح اللورد سالمون: «لا شك بأن العمل في بعض الأماكن، كممارسة الملاكمة، قد يُعتبر غير ملائم للنساء بشكل منطقي»، وأكمل اللورد ديننغ قائلًا: «على خلاف امتهان ركوب الخيل والمشاركة بالسباقات، يُعد تدريب الخيول ملائمًا للنساء». انقضت ثماني سنوات أخرى قبل أن يسمح نادي سباق الخيل للسيدات بامتهان ركوب الخيل عام 1972. في إجابتها لسؤال أحد الصحفيين في أواخر السبعينيات إذا ما ترى إمكانية تحقيق المساواة مع الرجل في حقوقها قالت نيجل: «عزيزي الرجل، ساد الاعتقاد سابقًا أنه لا يمكن للنساء أن تحتمل المسابقات التي تجري على ثلاثة أيام، وها هنّ الآن يتفوقن على الرجال بشكل متكرر، وهو ما سيجري لاحقًا في مضمار السباق. فقط أعطِ الأمر بعضًا من الوقت». قادها دأبها وإصرارها إلى تقلدها لقب «السيدة بانكريست من سباق الخيل البريطاني» من قِبَل مجلة ستاد آند ستيبل.
حتى بلوغها سن 83، بقي سعيها مستمرًا نحو تحقيق المساواة بين الجنسين، موجهة إصبع الاتهام نحو نادي كينيل بسبب إصرارهم على إعطاء العضوية للرجال فقط، ما سبب وصول القضية إلى المحكمة. بعد أن أصبح قانون أهلية الجنسين رسميًا، رُشحت نيجل للعضوية في نادي كينيل في نهاية سبتمبر عام 1977؛ لكنه جاء بالرفض بسبب وجود قانون آخر يمنع منح العضوية لغير الرجال عام 1978. تسلًمت نيجل بعدها رئاسة جمعية النساء لايديز جوينت، وهي مجموعة من النساء انتسبن عام 1975 إلى تنظيم نادي كينيل لكن لم يُسمح لهنّ بالمشاركة في أي من قرارات النادي. أدّت المشاكل التقنية القضائية إلى رفض القضية، مع التوصية بالمساواة في فرص العمل في حال تم التماس أي نوع من التفرقة بين الجنسين. شغل ليونارد باغليرو منصب رئيس نادي كينيل حينها وقبل أن تستأنف نيجل عملها على القضية، تواصل مع الصحف المعنية بالكلاب مثل دوغ وورد وأور دوغ في الثامن من سبتمبر عام 1987 مُصرّحًا بأن اللجنة العامة للنادي تتجه إلى تغيير القانون للسماح بعضوية النساء داخل اللجنة. تمت الموافقة بالإجماع على هذا الاقتراح في اجتماع اللجنة المقرر يوم 23 نوفمبر عام 1987. وعلى إثر ذلك، مُنحت نيجل عضويتها إلى جانب العديد من النساء الأخريات في نادي كينيل في حفل رسمي أقيم في 10 أبريل عام 1979. بلغ عدد النساء اللواتي منحن العضوية ما يقارب 80 سيدة، وتبرّعت نيجل بتمويل الحملة بالكامل.